# Butthole Surfers
Butthole Surfers – amerykański zespół muzyczny i performance'owy zaliczany do kategorii rock alternatywny i noise rock. Członkowie tej grupy podchodzą do muzyki z dystansem (na co wskazuje nazwa, a także tytuły albumów). Mimo to wciąż istnieją, a do tej pory wydali 14 LP.
Zespół został założony w 1982 w San Antonio w Teksasie przez dwóch studentów Gibby Haynesa i Paula Leary'ego. Od tego czasu skład zmieniał się wielokrotnie, jakkolwiek najbardziej charakterystyczny jest wypisany poniżej. Jeśli idzie o inspiracje muzyczne, to można ich wymienić wiele – od Einstürzende Neubauten i Throbbing Gristle przez Black Sabbath po Franka Zappę i wiele zespołów punkowych.
Prócz samej muzyki, zespół wsławił się swego rodzaju happeningami, które odbywały się podczas koncertów. W ich skład wchodziły nagie tancerki oraz filmy wyświetlane za zespołem – m.in. przedstawiające operację zmiany płci. Za najlepszy album BH Surfers – jak nazywały ich niektóre czasopisma, jest uważany Locust Abortion Technician z 1987. W 1992 zespół podpisał kontrakt z Capitol Records, czym spowodował szok u wielu fanów. Członkowie zespołu angażowali się w wiele side-projectów. Haynes założył m.in. zespół P, w który zaangażował się między innymi aktor Johnny Depp.
Ostatnio Butthole Surfers kierują się w stronę trip hopu.

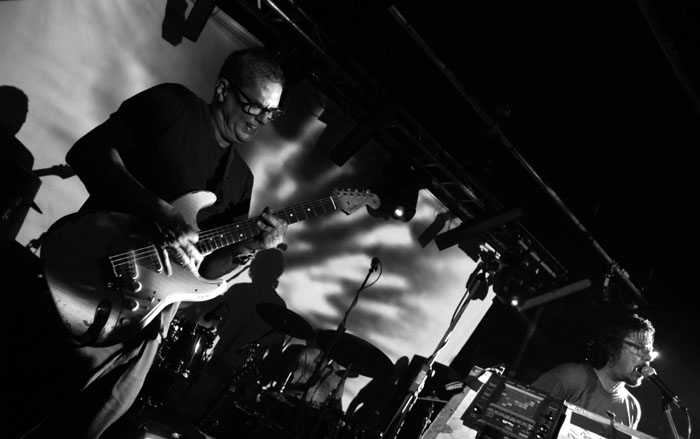
Wroclaw, 19.04.2009

19 kwietnia 2009 zespół zagrał koncert we Wrocławiu w ramach festiwalu Off Club.

## Skład
- Gibby Haynes – wokal
- Paul Leary – gitara
- Jeff Pinkus – gitara basowa
- Teresa Taylor i King Coffey – perkusja

## Dyskografia (LP)
- Butthole Surfers EP (1983)
- Live PCPPEP (1984)
- Psychic... Powerless... Another Man's Sac (1984)
- Rembrandt Pussyhorse (1986)
- Locust Abortion Technician (1987)
- Hairway to Steven (1988)
- Double Live (1989)
- Pioughd (1990)
- Independent Worm Saloon (1993)
- The Hole Truth... and Nothing Butt (1995)
- Electric Larryland (1996)
- After the Astronaut (1998)
- Weird Revolution (2001)
- Humpty Dumpty LSD (2002)